# Mănăstirea Strahov
Mănăstirea Strahov este un monument istoric din Praga.

## Istoric
Mănăstirea a fost întemeiată în secolul al XII-lea cu călugări premonstratenzi sosiți de la Mănăstirea Steinfeld⁠(de)[traduceți].

## Biblioteca
Biblioteca mănăstirii este decorată cu fresce de Franz Anton Maulbertsch, din 1794.